# Braunmetzgerhof

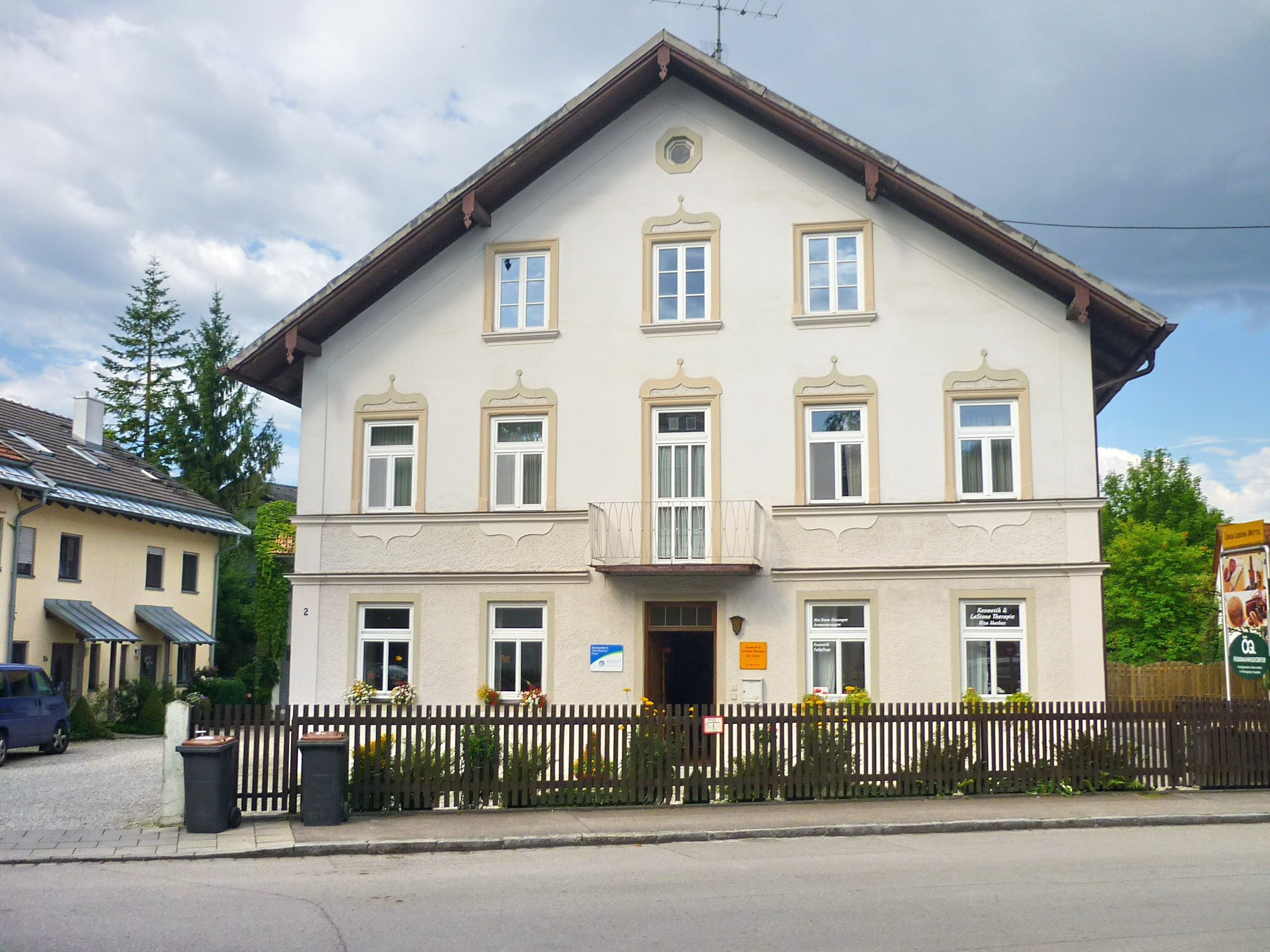
Braunmetzgerhof

Der denkmalgeschützte Braunmetzgerhof (Beim Braunmetzger) ist ein ehemaliges Wohnstallhaus in der oberbayerischen Gemeinde Ismaning im Landkreis München. Die Adresse lautet Mühlenstraße 2.
Der zweigeschossige Giebelbau mit Putzgliederungen wurde um 1900 errichtet.